# 佐藤健人
佐藤 健人（さとう たけと 、1984年 - ）は、日本の映像作家。東京都八王子市出身。

## 来歴
- 日本大学藝術学部映画学科監督コース卒業。
- 出産と家族を題材にした『もここ』（2007年）が、イメージフォーラム主催イメージフォーラムフェスティバル2008で奨励賞を受賞。審査員のかわなかのぶひろから「お産を題材にした作品は、ブラッケージや原一男をはじめとして少なからず観てきたけれど、ここまで気持ちを真直ぐにぶつけてきた飾り気のなさは初めてだった」と激賞を受ける[1]。
- その続編『Fまたはもここpart3もしくは番外編』（2009年）は、宇川直宏が「現代の若人の“芸人的”な軽さを象徴していて興味深い」とコメントしている[2]。
- 詩人橘上を主演に迎えた劇映画『FOR YOU』（2010年）は宮崎映画祭の中のみやざき自主映画祭で最優秀賞と観客賞の2冠を受賞した他、多くの映画祭で上映されている。

## 主な監督作品
- 君しかいない（2005年）日本大学芸術学部の卒業制作作品
- もここ（2007年）
- もここpart2（2008年）
- F またはもここpart3もしくは番外編（2009年）
- FOR YOU（2010年）
- 簡単に卒乳させる100の方法（2011年）
- 4月／April（2011年）
- 5月／May（2011年）

## プロデュース作品
- もここの初恋（2014年、頃安祐良監督） プロデューサー

　　・第16回 DigiCon6 ASIA JAPAN Awards 銀賞
　　・富山水辺の映像祭スフィア2014 優秀賞
　　・第5回 伊勢崎映画祭 伊勢市長賞
　　・第五回武蔵野映画祭 審査員特別賞
　　・第7回よなご映像フェスティバル 古川タク賞

## 参加作品
- LINE（ノンデライコ配給、2010年5月公開、小谷忠典監督） 宣伝協力

## 受賞歴
- 『もここ』(2007年)
  - イメージフォーラムフェスティバル2008奨励賞
- 『もここpart2』(2008年)
  - Individual Film Festival '08準グランプリ
  - 奈良前衛映画祭2010審査員特別賞
- 『FOR YOU』(2010年)
  - 福岡インディペンデント映画祭 優秀作品
  - 3RD THEATER FESTIVAL 2011 準グランプリ
  - 宝塚映画祭宝塚発新進監督大集合 優秀作品
  - みやざき自主映画祭 最優秀賞、観客賞
- 『とらぐすじゃなかった』(2010年)
  - あつぎフォト&ムービーコンテスト準グランプリ
- 『鬼退治』(2010年)
  - あつぎフォト&ムービーコンテスト 優秀賞
- 『簡単に卒乳させる100の方法』(2011年)
  - 愛媛ビデオフェスティバル2011 奨励賞
  - 自主映画投稿サイト-publicmovies- 最優秀賞
  - 市民がつくるTVF2012佳作
- 『さくらの唄』(2011年)
  - 伊丹まちなか映像祭 ライフクリーナー賞
- 『愛の結晶』(2011年)
  - Sakae Movie Award 2011 メ～テレ賞
- 『ホワイトアルバム』(2011年)
  - 米子映画事変 ３分映画宴 審査員特別賞(柴田剛賞)
  - 水辺の映像祭2011優秀賞
  - 世界一の時間コンテスト特別賞
  - ブライダルムービーコンテスト特別賞
- 『4月／April』(2011年)
  - 第4回よなご映像フェスティバル グランプリ
- 『三年寝太郎（予告編）』(2011年)
  - 第2回予告デミー賞 銅賞
- 『5月／May』(2011年)
  - イメージフォーラムフェスティバル2012 ノミネート
- 『赤塚溜池公園川鵜撲殺事件』(2012年)
  - 第5回よなご映像フェスティバル 準グランプリ
  - 第3回東京フェイクドキュメンタリー映画祭2023 グランプリ